# IPhone 5C
iPhone 5C — сенсорний смартфон компанії Apple, є наступником iPhone 5. Виконаний у п'яти колірних рішеннях: салатовий, блакитний, жовтий, кораловий і білий. Працює на операційній системі iOS 7, містить процесор Apple A6, і в цілому близький за апаратних можливостей до iPhone 5. Корпус телефону зроблений з полікарбонату, на відміну від більш дорогого iPhone 5S, представленого в той же день, 10 вересня 2013, оформленого за допомогою алюмінію і скла..

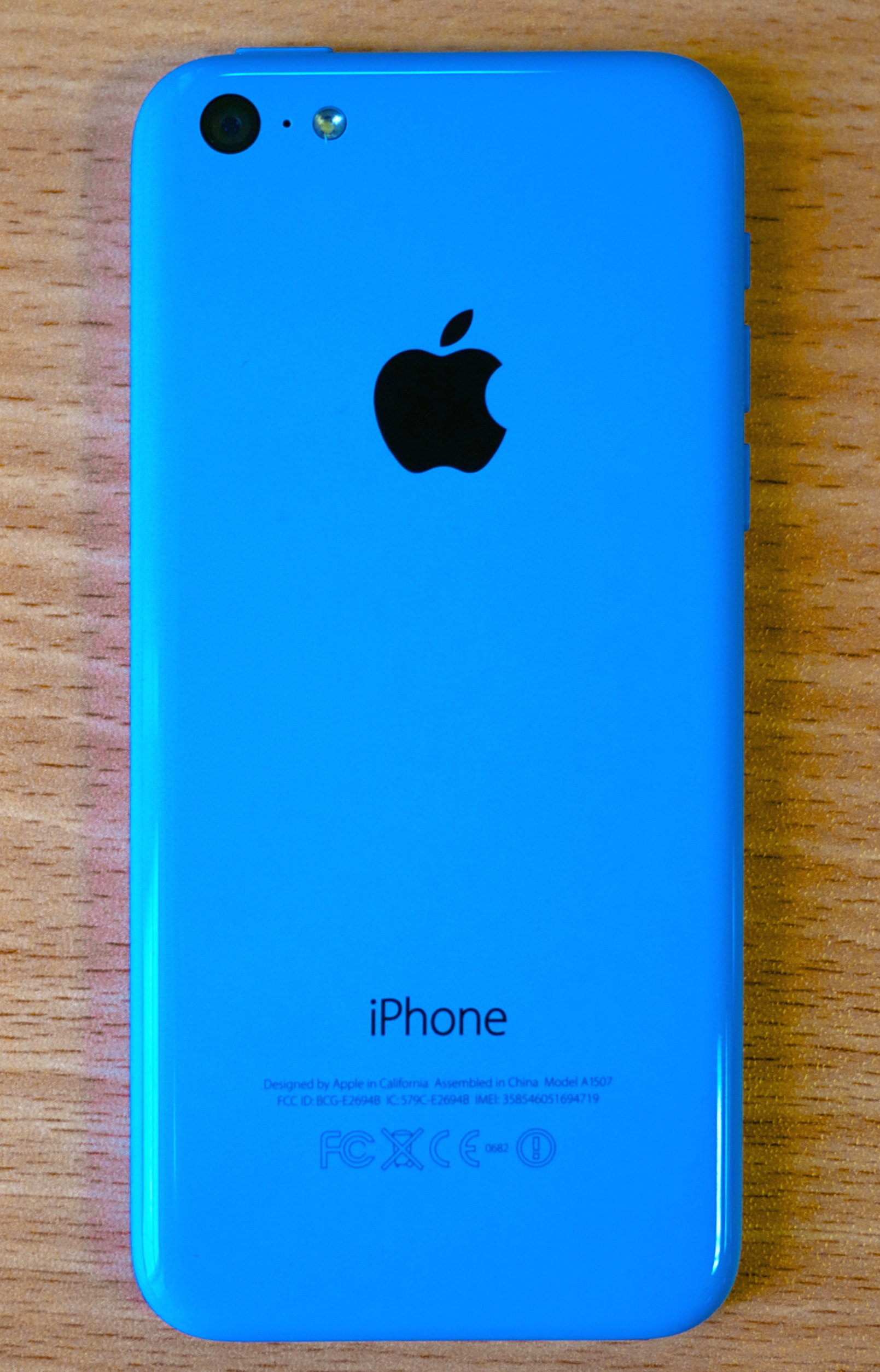
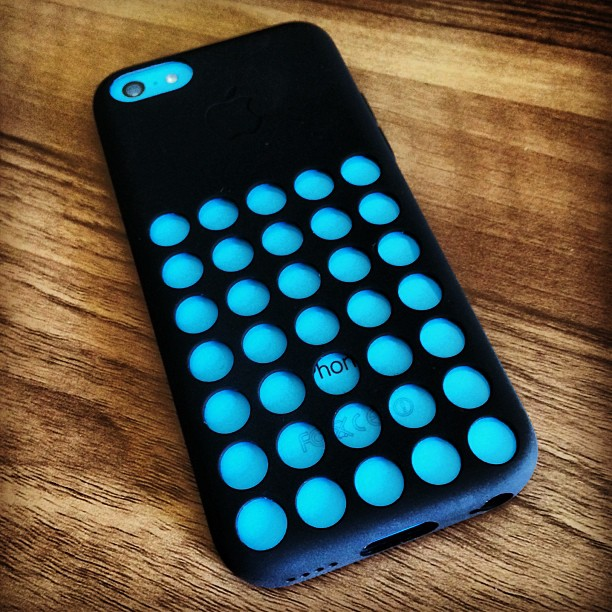
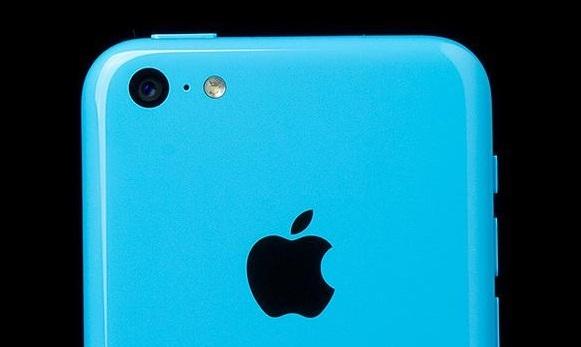